# Le Cardonnet

Le Camp du Cardonnet était un terrain militaire français situé sur la commune d'Aumelas dans le département de l'Hérault utilisé à la fin du XIXe et au début XXe siècle pour des manœuvres et des exercices à tirs réels. La chapelle Saint-Martin-du-Cardonnet se trouve sur ce terrain.  
Ce site fut utilisé comme base de lancement de quatre fusées-sondes Véronique en janvier 1952 afin de tester le système de guidage au décollage des futures fusées-sonde Véronique. Elles n'atteignirent que la modeste altitude de 180 m. 